# Tola Lawal
Tola K. Lawal ist eine US-amerikanische Schauspielerin und Hörspielsprecherin.

## Leben
Während ihrer Jugend besuchte Lawal eine private Vorbereitungsschule und eine Medizinschule für die Grundausbildung. Als Schauspielerin debütierte sie 2013 in einer Episode der Fernsehserie Restaurant Stakeout. 2014 folgte eine Besetzung im Kurzfilm Stranger Than Nixon, 2015 spielte sie die Rolle der Monisola in der Miniserie Assorted Meat. Nach einer mehrjährigen Auszeit vom Filmschauspiel folgten erst 2021 Nebenrollen in den Spielfilmen John Wynn's Playhouse und The Marshmallow Mystery Tour. Im selben Jahr stellte sie die Rolle der Dr. Diop im Kurzfilm St. Giavanni dar. 2022 folgte eine Besetzung im Kurzfilm We Are Human Too sowie eine kleinere Rolle in der Filmproduktion John Wynn's One Hour. 2022 folgte die Rolle der Yolanda in den beiden Katastrophenfernsehfilmen Super Volcano und Megaquake – Kalifornien am Abgrund. 2023 spielte sie im Fernsehfilm Ice Storm – Der Beginn einer neuen Eiszeit, den dritten Teil der Katastrophenfernsehfilmreihe, erneut die Rolle der Yolanda. 2023 spielte sie eine kleinere Rolle in der Filmproduktion First Time Female Director.

## Filmografie (Auswahl)
- 2013: Restaurant Stakeout (Fernsehserie, Episode 4x05)
- 2014: Stranger Than Nixon (Kurzfilm)
- 2015: Assorted Meat (Miniserie)
- 2021: John Wynn's Playhouse
- 2021: The Marshmallow Mystery Tour
- 2021: St. Giavanni (Kurzfilm)
- 2022: We Are Human Too (Kurzfilm)
- 2022: John Wynn's One Hour
- 2022: Super Volcano (Fernsehfilm)
- 2022: Megaquake – Kalifornien am Abgrund (20.0 Megaquake, Fernsehfilm)
- 2023: Ice Storm – Der Beginn einer neuen Eiszeit (Ice Storm, Fernsehfilm)
- 2023: First Time Female Director
- seit 2023: TwentyOne 21 (Podcastserie)